# Hacène Lalmas
Hacène Lalmas (Algeri, 12 marzo 1943 – Algeri, 7 luglio 2018) è stato un calciatore e allenatore di calcio algerino.
Con 131 reti segnate, detiene il primato di gol nel campionato algerino di calcio.
Bandiera del CR Belouizdad, in cui militò per undici anni vincendo 3 campionati algerini, 3 Coppe d'Algeria e 3 Coppe dei Campioni del Maghreb, vestì per 43 volte la maglia della nazionale algerina di calcio, realizzando 14 gol, di cui 5 alla Coppa d'Africa 1968.